# Flitholme
Flitholme lub Fleetholme – osada w Anglii, w Kumbrii.